# زوزن (روستا)
زوزن، روستایی است از توابع بخش جلگه زوزن و در شهرستان خواف استان خراسان رضوی ایران است. زوزن زادگاه حمزة بن علی بنیانگذار دروزی‌ها شاخهٔ جداشده از اسماعیلیه می‌باشد.

## جمعیت
این روستا در دهستان زوزن قرار داشته و بر اساس سرشماری نفوس و مسکن سال ۱۳۹۵ جمعیت آن (۷۴۴خانوار) ٢۶٧٧ نفر
بوده‌است.

## آثار تاریخی
- - مسجد ملک زوزن

مسجد تاریخی زوزن مربوط به سال ۶۱۶ هجری قمری است. از ساختمان اصلی این مسجد چند پایه و دو دیوار و سردری باقی مانده‌است و در کتیبه آن نیز تاریخ ۶۰۰ و ۶۱۰ هجری قمری قید شده‌است، این مسجد از لحاظ تزیینات و نگاره‌های خط کوفی مورد توجه قرار گرفته است؛ آثار باقیمانده این مسجد، معرف معماری و تزیینات قرن هفتم هجری قمری می‌باشند. ساختمان ایوان و اتاق‌ها و سایر ریزه‌کاری‌های هنری این بنا موجب شده‌است که مسجد زوزن در شمار زیباترین مساجد تاریخی قرن هفتم هجری قمری محسوب شود. این مسجد تحت شماره ۳۴۰ در شمار آثار تاریخی به ثبت رسیده‌است. در این بنا از کاشی‌های لاجوردی و فیروزه‌ای به وفور استفاده شده و از قدیمی‌ترین بناهای ایرانی است که در تزیین نمای خارجی آن از کاشی‌های دورنگ استفاده شده‌است.

## ثبت شهر تاریخی زوزن
آثار بدست آمده در شهر ویران شده زوزن مربوط به سدهٔ ۴ تا ۷ ه‍.ق است. این شهر در ۳۰ شهریور ۱۳۷۸ با شمارهٔ ثبت ۲۴۲۱ به‌عنوان یکی از آثار ملی ایران به ثبت رسیده‌است.